# 이빨고기속
이빨고기속(Dissostichus)은 남극 주위 바다에서 발견되는 어류 속의 일종이다. 15년 이상을 사는 것으로 추정하고 있으며, 최대 크기는 몸길이 2m 몸무게 200kg이다.
이 속은 2종을 포함하고 있다. 파타고니아이빨고기 또는 비막치어 (Dissostichus eleginoides)는 이 속의 모식종으로 온대 및 아남극 수역에서 발견된다. 남극이빨고기 (Dissostichus mawsoni)는 남극 주변의 한랭 해역에서 발견된다.

## 종
- 파타고니아이빨고기 또는 비막치어 (Dissostichus eleginoides)
- 남극이빨고기 (Dissostichus mawsoni)